# Buffalo Bills 2011
La stagione 2011 dei Buffalo Bills è stata la 42ª della franchigia nella National Football League, la 52ª incluse quelle nell'American Football League. Nella seconda stagione sotto la direzione del capo-allenatore Chan Gailey la squadra ebbe un record di 6 vittorie e 10 sconfitte, piazzandosi quarta nella AFC East e mancando i playoff per il dodicesimo anno consecutivo.
Nella settimana 3, i Bills interruppero una striscia di 15 sconfitte consecutive contro i New England Patriots che risaliva alla stagione 2003; Buffalo batté i Patriots per 34–31. Cos' facendo i Bills divennero la seconda squadra da prima del 1950 (quando si iniziò a tenere traccia delle statistiche in modo sistematico) a vincere due partite in cui erano stati in svantaggio di 18 punti consecutivamente.
I Bills iniziarono la stagione con un record di 5-2, in posizione per raggiungere i playoff, ma persero otto delle ultime nove gare. Il wide receiver Stevie Johnson divenne il primo giocatore della storia della squadra con due stagioni consecutive da 1.000 yard ricevute, qualcosa che non era accaduto nemmeno ad Andre Reed, James Lofton, Eric Moulds o Lee Evans. La difesa di Buffalo concesse solamente 23 sack, il minimo della lega.

## Roster
| Roster dei Buffalo Bills nel 2011 |
| --- |
| Quarterback - 14 Ryan Fitzpatrick - 16 Brad Smith WR/KR - 4 Tyler Thigpen Running Back - 30 Tashard Choice - 38 Corey McIntyre FB - 28 C.J. Spiller PR - 20 Johnny White Wide Receiver - 88 Kamar Aiken - 80 Derek Hagan - 13 Stevie Johnson - 82 Ruvell Martin - 86 David Nelson - 18 Naaman Roosevelt Tight End - 87 Kevin Brock - 84 Scott Chandler - 89 Fendi Onobun Offensive Linemen - 77 Demetress Bell T - 74 Colin Brown G/T - 75 Chris Hairston T - 69 Michael Jasper T - 67 Andy Levitre C/G - 79 Erik Pears T - 76 Chad Rinehart G - 60 Kraig Urbik G - 71 Sam Young T Defensive Linemen - 92 Alex Carrington DE - 99 Marcell Dareus NT/DE - 97 Lionel Dotson DE - 98 Dwan Edwards DE - 73 Jarron Gilbert DE - 72 Kellen Heard DE/NT - 94 Kyle Moore DE Linebacker - 50 Nick Barnett ILB - 57 Danny Batten OLB - 54 Andra Davis ILB - 91 Spencer Johnson OLB/DE - 90 Chris Kelsay OLB/DE - 52 Arthur Moats OLB - 58 Kirk Morrison ILB - 55 Kelvin Sheppard ILB Defensive Back - 31 Jairus Byrd FS - 27 Reggie Corner CB - 29 Drayton Florence CB - 21 Leodis McKelvin CB - 47 Joshua Nesbitt FS - 26 Justin Rogers CB - 43 Bryan Scott SS - 25 Da'Norris Searcy SS - 23 Aaron Williams CB - 37 George Wilson SS Special Team - 10 Brandon Coutu K - 8 Brian Moorman P - 65 Garrison Sanborn LS Lista delle riserve - 83 Mike Caussin TE (IR) - 33 Jon Corto FS (IR) - 81 Marcus Easley WR (IR) - 36 Bruce Hall RB (IR) - 22 Fred Jackson RB (IR) - 19 Donald Jones WR (IR) - 9 Rian Lindell K (IR) - 24 Terrence McGee CB (IR) - 56 Shawne Merriman OLB (IR) - 11 Roscoe Parrish WR (IR) - 3 Dave Rayner K (IR) - 85 Lee Smith TE (IR) - 53 Reggie Torbor ILB/OLB (IR) - 96 Torell Troup NT (IR) - 51 Chris White ILB (IR) - 95 Kyle Williams NT (IR) - 70 Eric Wood C (IR) Squadra di allenamento - 48 Robert Eddins OLB - 15 David Gilreath WR - 46 Doyle Miller CB - 44 Prince Miller CB - 93 Jay Ross NT - 17 Tim Toone WR - 62 Jake Vermiglio G - 68 Keith Williams G |
| Legenda - I rookie sono in corsivo. - Il primo ruolo è il principale mentre gli eventuali successivi indicano i ruoli secondari. - (IR) sta per Injured Reserve ed indica la lista ristretta per un solo giocatore infortunato che può tornare ad allenarsi dopo la settimana 6 e a rientrare in prima squadra dopo che questa ha giocato 8 partite. - (NF-Inj.) / (NF-Ill.) stanno rispettivamente per Non-Football Injured e Non-Football Illness ed indicano le liste dove viene inserito un giocatore che ha un infortunio o una malattia non dipendente dal football americano. - (PUP) sta per Physically Unable to Perform ed indica la lista dove viene inserito un giocatore mentre è in attesa di recuperare la condizione fisica. Nella stagione regolare dopo la sesta partita giocata dalla propria squadra, il giocatore ha tempo tre settimane per riprendere ad allenarsi, più tre settimane aggiuntive dal suo rientro agli allenamenti per rientrare in prima squadra. |

Fonte:

## Calendario
| Stagione regolare |                    |                         |                    |                    |                         |                    |                    |                    |
| Turno             | Data               | Avversario              | Risultato          | Record             | Stadio                  | Sintesi            |                    |                    |
| 1                 | 11 settembre       | at Kansas City Chiefs   | V 41–7             | 1–0                | Arrowhead Stadium       | Recap              |                    |                    |
| 2                 | 18 settembre       | Oakland Raiders         | V 38–35            | 2–0                | Ralph Wilson Stadium    | Recap              |                    |                    |
| 3                 | 25 settembre       | New England Patriots    | V 34–31            | 3–0                | Ralph Wilson Stadium    | Recap              |                    |                    |
| 4                 | 2 ottobre          | at Cincinnati Bengals   | S 20–23            | 3–1                | Paul Brown Stadium      | Recap              |                    |                    |
| 5                 | 9 ottobre          | Philadelphia Eagles     | V 31–24            | 4–1                | Ralph Wilson Stadium    | Recap              |                    |                    |
| 6                 | 16 ottobre         | at New York Giants      | S 24–27            | 4–2                | MetLife Stadium         | Recap              |                    |                    |
| 7                 | Settimana di pausa | Settimana di pausa      | Settimana di pausa | Settimana di pausa | Settimana di pausa      | Settimana di pausa | Settimana di pausa | Settimana di pausa |
| 8                 | 30 otto            | Washington Redskins     | V 23–0             | 5–2                | Rogers Centre (Toronto) | Recap              |                    |                    |
| 9                 | 6 novembre         | New York Jets           | S 11–27            | 5–3                | Ralph Wilson Stadium    | Recap              |                    |                    |
| 10                | 13 novembre        | at Dallas Cowboys       | S 7–44             | 5–4                | Cowboys Stadium         | Recap              |                    |                    |
| 11                | 20 novembre        | at Miami Dolphins       | S 8–35             | 5–5                | Sun Life Stadium        | Recap              |                    |                    |
| 12                | 27 novembre        | at New York Jets        | S 24–28            | 5–6                | MetLife Stadium         | Recap              |                    |                    |
| 13                | 4 dicembre         | Tennessee Titans        | S 17–23            | 5–7                | Ralph Wilson Stadium    | Recap              |                    |                    |
| 14                | 11 dicembre        | at San Diego Chargers   | S 10–37            | 5–8                | Qualcomm Stadium        | Recap              |                    |                    |
| 15                | 18 dicembre        | Miami Dolphins          | S 23–30            | 5–9                | Ralph Wilson Stadium    | Recap              |                    |                    |
| 16                | 24 dicembre        | Denver Broncos          | V 40–14            | 6–9                | Ralph Wilson Stadium    | Recap              |                    |                    |
| 17                | 1º gennaio         | at New England Patriots | S 21–49            | 6–10               | Gillette Stadium        | Recap              |                    |                    |

Nota: gli avversari della propria division sono in grassetto.

## Classifiche
| AFC East                 |    |    |   |      |     |      |     |     |     |
|                          | V  | S  | P | %    | DIV | CONF | PF  | PS  | STR |
| (1) New England Patriots | 13 | 3  | 0 | .813 | 5–1 | 10–2 | 513 | 342 | V8  |
| New York Jets            | 8  | 8  | 0 | .500 | 3–3 | 6–6  | 394 | 382 | S3  |
| Miami Dolphins           | 6  | 10 | 0 | .375 | 3–3 | 5–7  | 348 | 330 | V1  |
| Buffalo Bills            | 6  | 10 | 0 | .375 | 1–5 | 4–8  | 372 | 434 | S1  |